# Jachinovo
Jachinovo (Bulgaars: Яхиново) is een dorp in Bulgarije. Het dorp is gelegen in de gemeente Doepnitsa in de oblast Kjoestendil. De afstand tot Kjoestendil is hemelsbreed 37 km en de afstand tot Sofia is 47 km. 

## Bevolking
In tegenstelling tot de naburige dorpen in de regio verdubbelde het inwonersaantal van Jachinovo van 1.239 personen in 1934 tot een maximum van 2.423 personen in 1985. Na de val van het communisme, en de daarmee samenhangende verslechterde economische situatie van de regio, kampt het dorp met een bevolkingsafname. Op 31 december 2019 woonden er 1.678 personen in het dorp.
|  |

Van de 2026 inwoners reageerden er 1960 op de optionele volkstelling van 2011. Van deze 1960 respondenten identificeerden 1953 personen zichzelf als etnische Bulgaren (99,6%). 7 respondenten gaven geen (definieerbare) etniciteit op.
| Etniciteit   | Aantal | %     |
| ------------ | ------ | ----- |
| Bulgaren     | 1953   | 99,6% |
| Turken       | ...    | ...   |
| Roma         | ...    | ...   |
| Overig       | 7      | 0,4%  |
| Respondenten | 1960   |       |